# جون بيرس
جون بيرس (23 نوفمبر 1987 - ) (بالإنجليزية: John Pearce)‏ هو لاعب كرة يد المملكة المتحدة. شارك في الألعاب الأولمبية الصيفية 2012.

## وصلات خارجية
- جون بيرس على موقع أوليمبيديا (الإنجليزية)
- جون بيرس على موقع اللجنة الأولمبية البريطانية (الإنجليزية)